# Moholy-Nagy László Formatervezési Ösztöndíj
A Moholy-Nagy László Formatervezési Ösztöndíjat a Nemzeti Kutatási és Technológiai Hivatal, az Oktatási és Kulturális Minisztérium, a Magyar Szabadalmi Hivatal és a Magyar Formatervezési Tanács közös pályázatán lehet elnyerni. Minden évben kiosztják a Moholy-Nagy László nevével fémjelzett díjat. Szakirányú egyetemi diplomával rendelkezők pályázhatnak, akik 35 évnél fiatalabbak. Beszámoló kiállításukat általában az Iparművészeti Múzeumban rendezik meg.

## Díjazottak 2009-ben
- Anev Kámen Nikolov
- Bogó Ákos Károly
- Bányai Ildikó Inez
- Becker Judit
- Buzás Andrea
- Dévai Zsófia
- Juhos Lehel
- Magony Zsuzsanna
- Nagy Krisztina
- Pozsár Péter
- Stiblo Ferenc
- Szász Boglárka Rita
- Szentgyörgyi Szandra
- Szilasi Gábor
- Vajta Mónika

## Díjazottak 2008-ban
- Buzás Andrea formatervező
- Kárpáti Tibor grafikus
- Kaszta Móni tervezőgrafikus
- Kiss Tibor textiltervező művész
- Koós Daniella formatervező
- Lenkei Balázs formatervező
- Magony Zsuzsanna textil- és öltözéktervező művész
- Majzik Erzsébet textiltervező művész
- Maurer Klimes Ákos formatervező
- Nádai Andrea formatervező
- Orosz Klára formatervező, szobrász
- Rejka Erika szilikátipari tervezőművész
- Szilágyi Erzsébet fémműves formatervező, szobrász
- Szilágyi Szabolcs építésztervező művész
- Szilasi Gábor formatervező